# ルーカス・ピエール・サントス・オリヴェイラ
ピエール（Pierre）ことルーカス・ピエール・サントス・オリヴェイラ（ポルトガル語: Lucas Pierre Santos Oliveira、1982年1月19日 - ）は、ブラジルの元サッカー選手。現役時代のポジションはMF。

## クラブ歴
2002年にECヴィトーリアからイトゥアーノFCに移って選手デビューした。その後はパラナ・クルーベへのレンタル移籍を2回した後完全移籍。2007年にSEパルメイラスに移籍し、2009年にボーラ・ジ・プラッタに選ばれた。2011年にアトレチコ・ミネイロに移籍、コパ・リベルタドーレス2013を制し、FIFAクラブワールドカップ2013にも出場した。2015年にフルミネンセFCに移籍。2018年にアトレチコ・パラナエンセに移籍した。

## タイトル

### クラブ
イトゥアーノ
- カンピオナート・パウリスタ: 2002

パルメイラス
- カンピオナート・パウリスタ: 2008

アトレチコ・ミネイロ
- カンピオナート・ミネイロ: 2012, 2013
- コパ・ド・ブラジル: 2014
- コパ・リベルタドーレス: 2013
- レコパ・スダメリカーナ: 2014

フルミネンセ
- プリメイラ・リーガ: 2016

アトレチコ・パラナエンセ
- カンピオナート・パラナエンセ: 2018

### 個人
- ボーラ・ジ・プラッタ: 2009